# Ewell Minnis
Ewell Minnis est un village du Kent, en Angleterre.